# سيد أحمد ولد الرايس
سيد أحمد ولد الرايس (9 يوليو 1964 - ) هو اقتصادي و قانوني موريتاني، كان قد شغل منصب وزير الاقتصاد والتنمية في عهد الرئيس السابق محمد ولد عبد العزيز، كما عيّن رئيسًا مديرا لميناء الصداقة في عهد الرئيس محمد ولد محمد ولد الغزواني كما كان وزيرًا في حكوماتٍ سابقة.